# Luděk Čajka
Luděk Čajka (né le 3 novembre 1963 à Český Těšín en Tchécoslovaquie - mort le 14 février 1990 à Košice dans le même pays) était un joueur professionnel tchèque de hockey sur glace. Il évoluait au poste de défenseur,.

## Biographie
Il est repêché par les Rangers de New York en 115e position lors du repêchage d'entrée dans la LNH 1987 alors qu'il évoluait pour le HC Dukla Jihlava au championnat de Tchécoslovaquie. Il a également joué pour le TJ Gottwaldov. 
Il a porté les couleurs de l'équipe tchécoslovaque à l'occasion du championnat du monde 1987 avec lesquels il remporte la médaille de bronze. Il a également joué pour l'équipe nationale lors de la Coupe Canada la même année.
Le 6 janvier 1990, lors d'un match du TJ Gottwaldov contre le VSŽ Košice, alors que Čajka et un joueur de l'équipe adverse, Anton Bartanus, font la course jusqu'au palet qui est en zone de dégagement interdit, il s'écrase contre la bande et subit des blessures importantes au niveau de la moelle épinière qui l'entraîneront dans un coma. Il meurt de ses blessures le 14 février 1990, alors âgé de 26 ans.
En hommage à Čajka, la patinoire de son équipe, qui s'appelle aujourd'hui le PSG Zlín, est renommée en Zimní stadion Luďka Čajky. Sa mort a conduit l'IIHF à rendre le dégagement interdit automatique dès que le palet atteint la ligne rouge des buts.